# Tanzende Türme

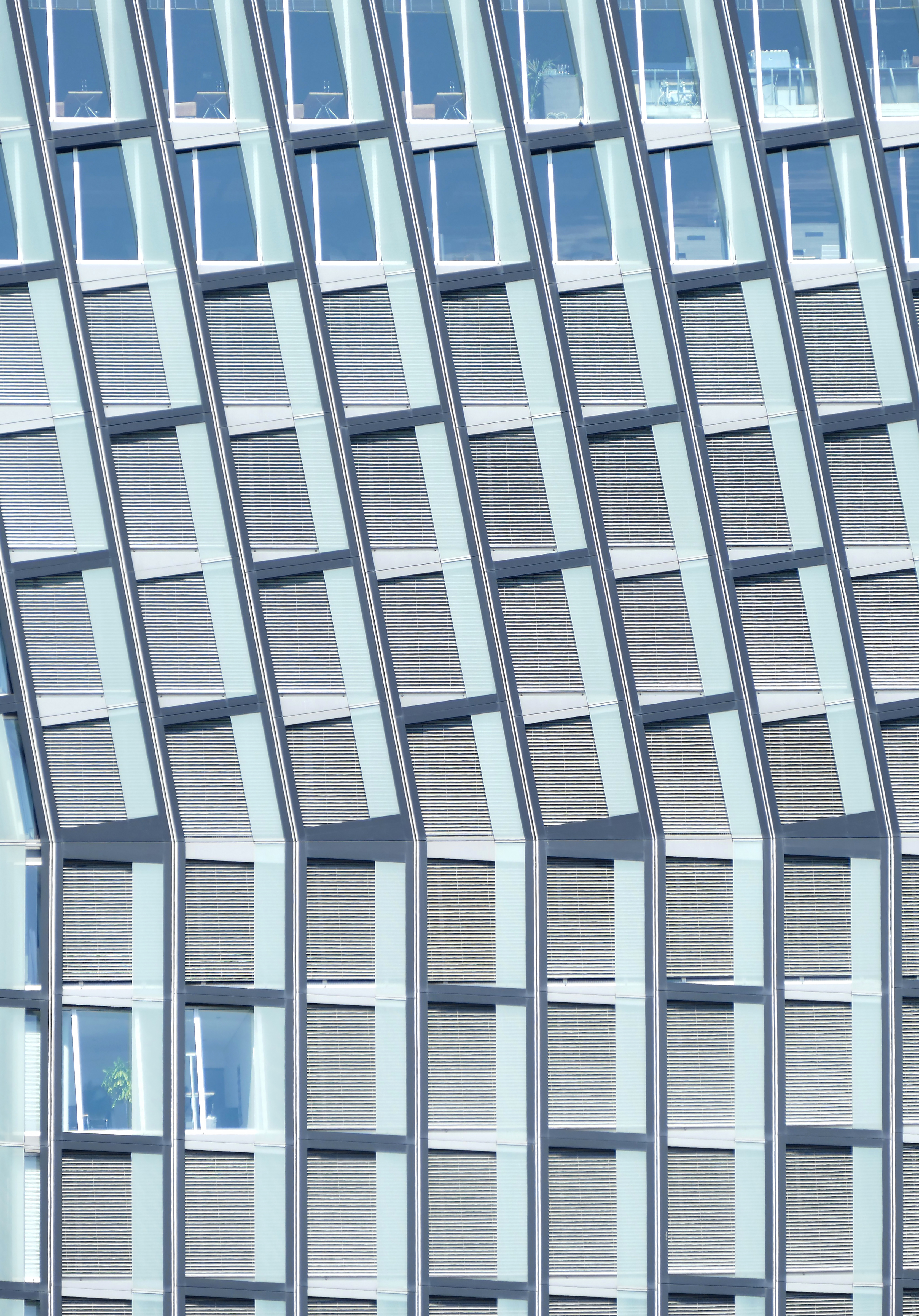
Detail der Fassade

Als Tanzende Türme bzw. Tango-Türme werden zwei Hochhäuser bezeichnet, die am östlichen Eingang zur Reeperbahn in Hamburg stehen. Sie wurden 2012 nach Plänen des  Architektenbüros BRT – Bothe, Richter, Teherani fertiggestellt und vom Strabag-Konzern finanziert. Die Nutzung umfasst Bürofläche, Gastronomie und einen Musikclub unter dem Gebäude. Bei Anwohnern steht das Projekt auf dem Gelände der ehemaligen Bowlingbahn aufgrund des entstandenen Kontrastes zum umgebenden Viertel in der Kritik.

## Lage
Die Tanzenden Türme stehen in Hamburg an der Reeperbahn Nr. 1 auf einem Dreieck zwischen den Straßen Reeperbahn, Zirkusweg und Beim Trichter. Sie befinden sich somit, aus dem Stadtkern kommend, direkt hinter der alten Wehranlage von Hamburg am Eingang zum Stadtteil St. Pauli, in unmittelbarer Nähe zum U-Bahnhof St. Pauli und Spielbudenplatz.

## Architektur
Der  preisgekrönte Wettbewerbsentwurf des Projekts stammt vom Hamburger Architektenbüro BRT – Bothe, Richter, Teherani. Der Entwurf Hadi Teheranis, als Mitbegründer von BRT, umfasste zwei Türme, 85 und 75 Meter hoch, mit bis zu 24 Etagen. Das auffälligste Merkmal der Türme ist die geknickte Fassadenkonstruktion aus Glas und Stahl. Bauherren waren die Projekt Elbpark GmbH & Co KG und die Strabag Real Estate GmbH.
Insgesamt umfasst die Bruttogrundfläche der Türme rund 33.357 m². Laut Beschreibung des Architekten stellen die Türme ein tanzendes Paar dar – „Mann und Frau, die sich zum Tango bewegen. Vielleicht auch die X-Beine einer Prostituierten, die auf dem Kiez nach Freiern Ausschau hält.“

## Finanzierung
Die zum Strabag-Konzern gehörende Züblin Development GmbH erwarb das Projekt von dem Joint Venture Pirelli RE und Morgan Stanley Real Estate. Das Investitionsvolumen für das Projekt belief sich 2011 auf 180 Millionen Euro.

## Nutzung
Nach einer Bauzeit von drei Jahren, von September 2009 bis Mitte 2012, konnten die ersten Mieter ihre Räume bereits im August desselben Jahres beziehen. In dem neuen Gebäudekomplex sind überwiegend Büroräume entstanden. Hauptmieter sind die Hamburger Gesellschaften des Strabag-Konzerns. Mit rund 500 Mitarbeitern beziehen sie etwa 15.000 m² des Gebäudes.
In der 23. und 24. Etage und damit etwa 105 Meter über Elbniveau wurde im Oktober 2013 Hamburgs höchstes Restaurant namens „Clouds“ mit Bar und Dachterrasse eröffnet. Das Gastronomie-Projekt verfügt über eine Fläche von rund 540 m² plus 235 m² Dachterrasse und bietet Platz für insgesamt bis zu 350 Gäste. Betreiber sind die Gastronomen Marc Ciunis und Christoph Strenger sowie der Unternehmer Andreas Fraatz, die bereits andere Betriebe in Hamburg St. Pauli führen.
Aus dem Erdgeschoss der Tanzenden Türme sendet der Musiksender Radio Reeperbahn. Offizieller Sendestart war am 10. November 2012. Der Musikclub Mojo Club bietet auf 1600 m² Fläche in einem Teil des Erdgeschosses sowie auf zwei Ebenen im Untergeschoss Platz für 800 Besucher. Damit eröffnete ein Trendsetterclub von St. Pauli, zehn Jahre nachdem er offiziell schließen musste, wieder.
Das Gebäude des 4-Sterne-Hotels, das auf demselben Grundstück steht, stellt einen eigenen, von den Tanzenden Türmen real geteilten Baukörper mit acht Geschossen und einer Brutto-Grundfläche von 10.326 m² dar. Das Designhotel „Arcotel Onyx“ gehört zu der österreichischen Hotelkette Arcotel und bietet 215 Zimmer und Suiten sowie einen Wellness- & Fitnessbereich.

## Geschichte

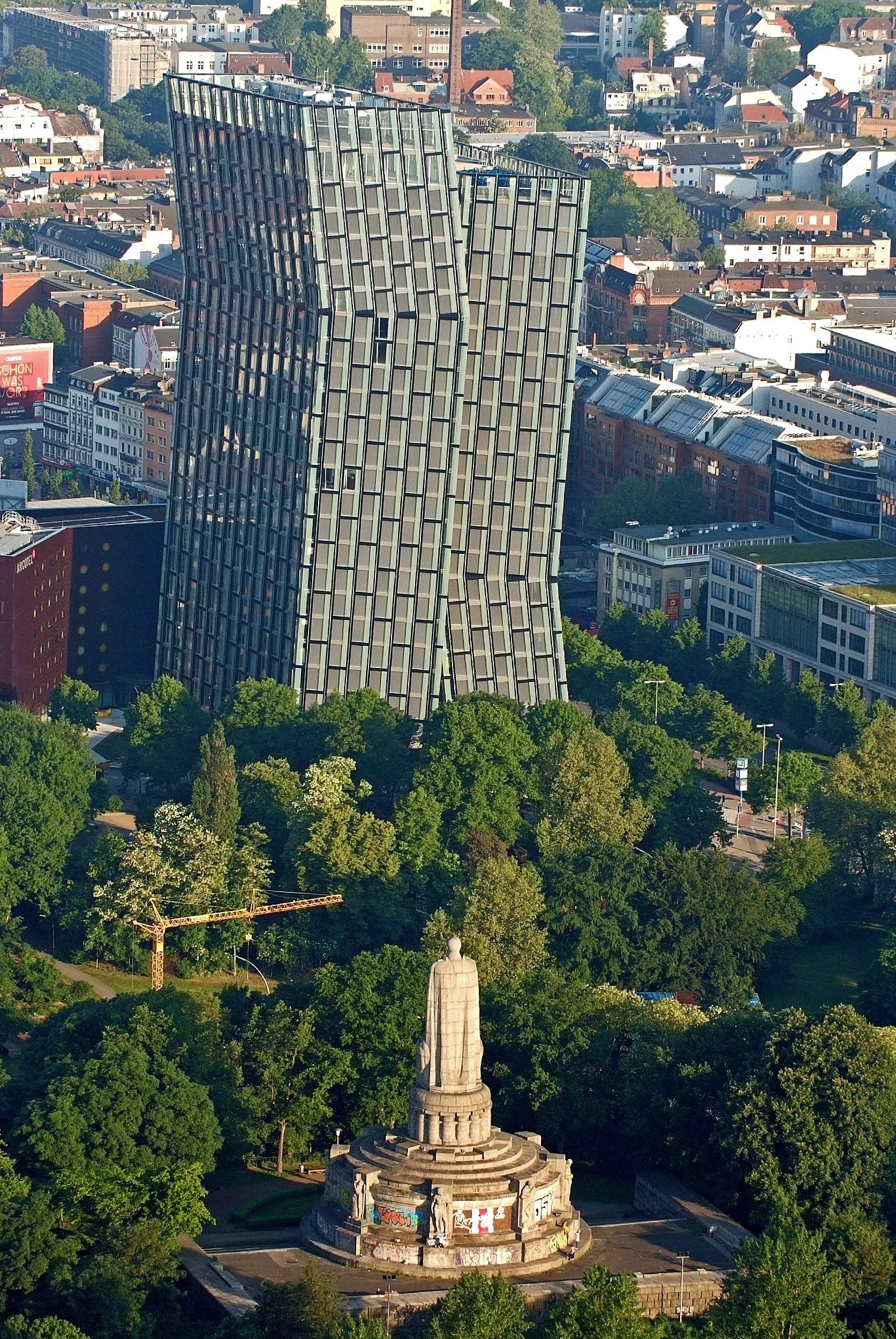
Rückenansicht des Bismarck-Denkmals aus Heißluftballon-Perspektive, im Hintergrund die Tanzenden Türme

Das Gelände zwischen der Straße „Beim Trichter“ und dem Spielbudenplatz hat eine bewegte Geschichte. 1805 wurde dort ein Gebäude errichtet, in dem sich seit 1889 das einst beliebte Tanzlokal „Zum Trichter“ befand. 1942 im Krieg zerstört, wurde hier 1958 die Astra-Bowlingbahn mit dem China-Restaurant „Mandarin“ errichtet. Von 1962 bis Ende 1988 befand sich neben dem Mandarin auch das Musikgeschäft „Music City“. Aufgrund des geplanten Abrisses des asbestverseuchten Komplexes stand das Gebäude dann allerdings lange leer. Von 1991 bis 2009 wurden die Räume des China-Restaurants als „Mandarin-Kasino“ und später als „Mojo Club“ für Musik-Veranstaltungen genutzt. In die gut 2000 m² der leerstehenden Bowling-Bahn zog 2004 die Künstlervereinigung SKAM e. V. ein. Bereits seit den 1990er Jahren liefen die Planungen für Neugestaltung des Grundstückes auf der Reeperbahn. Verschiedene Projektideen von deutschen und ausländischen Investoren, die unter anderem ein Entertainment-Center und ein Kontorhaus vorsahen, wurden verworfen. Der Entwurf für die Tanzenden Türme stammt aus einem Architekturwettbewerb, den der Architekt Hadi Teherani 2003 gewann. Die Idee hinter dem Entwurf ist eine Assoziation aus Musik und Sex, die zur Reeperbahn passen soll.

## Kritik
Anwohner des Stadtviertels St. Pauli kritisierten das Bauprojekt, weil sich solche reinen Bürokomplexe und Luxus-Hotels von der Innenstadt nun auch immer mehr auf den Kiez ausdehnten und damit das Viertel veränderten. Auch die GAL im Bezirk äußerte, es sei nicht gut für den Stadtteil, dass nur Büros und kein Wohnraum in den Türmen geschaffen wurde. Zudem musste die Künstlergemeinschaft SKAM e. V. im Zuge des Verkaufs die langjährige Nutzung des ehemaligen Bowling-Centers aufgeben.